# Cheiracanthium bawanglingense
Espèce
Cheiracanthium bawanglingense est une espèce d'araignées aranéomorphes de la famille des Cheiracanthiidae.

## Distribution
Cette espèce est endémique de Hainan en Chine.

## Description
Le mâle holotype mesure 4,52 mm et la femelle paratype 4,84 mm.

## Systématique et taxinomie
Cette espèce a été décrite par Li et Zhang en 2024.

## Étymologie
Son nom d'espèce, composé de bawangling et du suffixe latin -ense, « qui vit dans, qui habite », lui a été donné en référence au lieu de sa découverte, la réserve naturelle de Bawangling.

## Publication originale
- Li & Zhang, 2024 : « A survey of cheiracanthiid spiders (Araneae: Cheiracanthiidae) from Hainan Island, Chin. » Journal of Natural History, vol. 58, no 1/4, p. 167-188.